# イグナティ・ネステロフ
イグナティ・ミハイロヴィチ・ネステロフ（ウズベク語: Ignatiy  Mikhailovich  Nesterov / Игнатий Михайлович Нестеров, 1983年6月20日 - ）は、ウズベキスタン・タシュケント出身の元サッカー選手。元ウズベキスタン代表。現役時代のポジションはゴールキーパー。ロシア系である。
AFCアジアカップの大会最多出場記録保持者（5回）である。
他にも2010 FIFAワールドカップ・最終予選、2014 FIFAワールドカップ・アジア最終予選で正GKを務め、AFCアジアカップ2011ではウズベキスタン代表を4位に導いている。

## 所属クラブ
- PFCディナモ・サマルカンド 2001
- FCパフタコール・タシュケント 2002-2009
- FCブニョドコル 2009-2014
- PFCロコモティフ・タシュケント 2014-2019
- オホド・クラブ 2019
- PFCロコモティフ・タシュケント 2019-2020
- PFCキジルクム・ザラフシャン 2020-2022
- PFCナフバホール・ナマンガン 2023

## 経歴
2002年、FCパフタコール・タシュケントと契約。チームでは正ゴールキーパーとして活躍。
2009年7月、FCブニョドコルと3年半契約。
2013年12月、PFCロコモティフ・タシュケントと契約。
2019年、オホド・クラブと契約。
2019年1月、AFCアジアカップ2019開催中のドーピング検査で、薬物の陽性反応が出てドーピング違反をしていた事が報じられた。医療スタッフの許可なく減量の為に使用したと認めており、8ヶ月失格の処分を下された。

## 獲得タイトル

### クラブ
FCパフタコール・タシュケント
- ウズベク・リーグ 優勝 (6)：2002, 2003, 2004, 2005, 2006, 2007
- ウズベキスタン・カップ 優勝 (6)：2002, 2003, 2004, 2005, 2006, 2007
- CISカップ: 2007

FCブニョドコル
- ウズベク・リーグ 優勝 (4)：2009, 2010, 2011, 2013
- ウズベキスタン・カップ 優勝 (3)：2010, 2012, 2013

PFCロコモティフ・タシュケント
- ウズベク・リーグ 優勝 (3)：2016, 2017, 2018
- ウズベキスタン・カップ 優勝 (3)：2014, 2016, 2017